# 周如强
周如强（1954年—），广西柳江人，壮族，中华人民共和国政治人物、第十一届全国人民代表大会广西地区代表。
毕业于上海工业大学稀金专业，是中共党员。担任广西八一铁合金集团有限责任公司董事、副总经理。2008年起担任全国人大代表。